# Moritz Müller (Eishockeyspieler)
Moritz Müller (* 19. November 1986 in Frankfurt am Main) ist ein deutscher Eishockeyspieler, der seit der Saison 2004/05 bei den Kölner Haien unter Vertrag steht und dort auf der Position des Verteidigers spielt. Seit der Spielzeit 2018/19 ist Müller Mannschaftskapitän der Kölner Haie und war auch Mannschaftskapitän der deutschen Nationalmannschaft. Zudem ist er erster Vorsitzender der Spielervereinigung Eishockey (SVE).

## Karriere
Müller lernte das Schlittschuhlaufen in Darmstadt, wo sein Vater in der 1b des Eissportclubs spielte. Moritz Müller spielte in seiner Jugend bei mehreren Vereinen, unter anderem bei der Eishockey Jugend Kassel und den Füchsen Weißwasser. 2002 wechselte der Verteidiger in die Jugendabteilung der Kölner Haie, wo er für das DNL-Team spielte. Ab der Saison 2003/04 erhielt der Linksschütze immer wieder Einsätze für die DEL-Mannschaft der Haie, wurde aber zunächst noch hauptsächlich in der DNL eingesetzt. Ab der folgenden Spielzeit etablierte sich Müller als Stürmer in der vierten Reihe beim KEC und spielte nur noch sporadisch mit einer Förderlizenz beim Kooperationspartner Moskitos Essen in der 2. Bundesliga. 

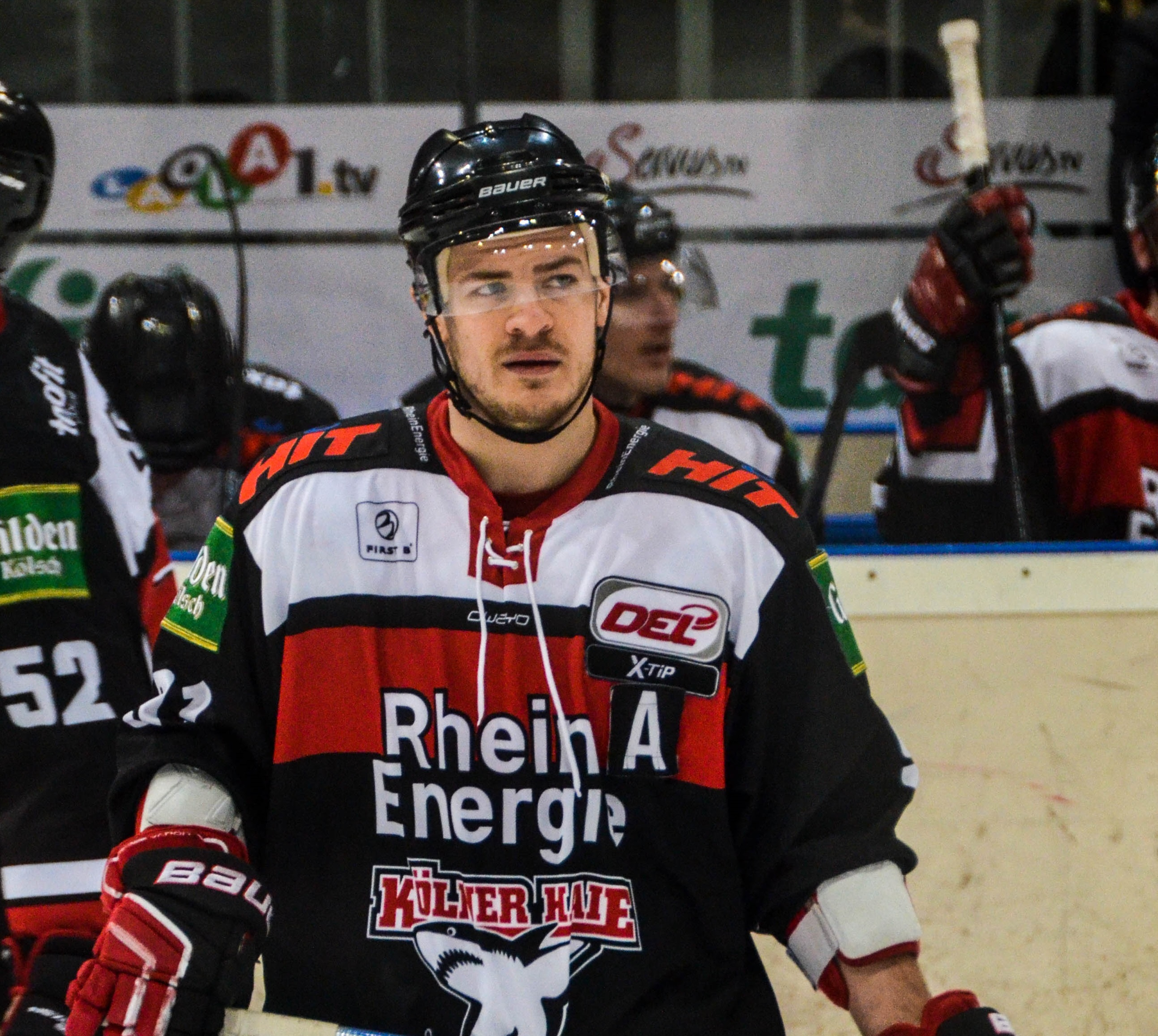
Müller im Trikot der Kölner Haie (2015)

In der Spielzeit 2006/07 stand der Angreifer zum ersten Mal ausschließlich in der DEL auf dem Eis, verletzte sich jedoch bei einem Länderspiel im Februar 2007 an der Schulter. Müller fiel für den Rest der Vorrunde aus, konnte aber in den Play-offs wieder am Spielbetrieb teilnehmen. In der Saison 2006/07 wurde der gelernte Stürmer von Trainer Doug Mason erstmals in der Defensive der Haie eingesetzt. Seit der Saison 2007/08 gehört der gebürtige Frankfurter beim KEC zu den Stammspielern. Die Haie verlängerten seinen Vertrag zunächst bis 2010 und später jeweils bis 2013, 2016 und 2019. In den Spielzeiten 2007/08, 2012/13 und 2013/14 wurde Müller mit den Haien Vizemeister, 2008 unter Doug Mason und 2013 sowie 2014 unter dem ehemaligen Nationaltrainer Uwe Krupp.
Nach dem Ausscheiden des bisherigen Kapitän John Tripp aus dem Kader des KEC übernahm Moritz Müller ab der Saison 2015/16 das Amt des Kapitäns. Anfang der Saison 2016/17 wechselte der ehemalige NHL-Verteidiger und Nationalspieler Christian Ehrhoff zu den Haien und übernahm das Kapitänsamt; Müller wurde sein Assistent. Nach der Saison 2017/18 beendete Ehrhoff seine Karriere und Müller wurde wieder zum Kapitän der Mannschaft ernannt. Zudem wurde sein auslaufender Vertrag bis 2022 verlängert. Am 14. April 2021 absolvierte Müller seine 900. Partie für die Haie. Am Ende der Hauptrunde der Saison 2020/21 verpasste er mit dem KEC zum vierten Mal nach 2009, 2015 und 2020 die Play-offs. Am 24. Februar 2023 bestritt Müller als neunter Spieler der DEL-Historie seine 1.000 DEL-Partie. Nach der Saison 2023/24, in der seine Mannschaft bereits in den Pre-Playoffs gescheitert war, kündigte Müller sein Karriereende zum Ende der Spielzeit 2024/25 an.
Am 19. Januar 2025 absolvierte Müller bei der 0:4-Heimniederlage gegen die Iserlohn Roosters seine 1.100 DEL-Partie für die Kölner Haie. Die Saison endete mit dem sechsten Tabellenplatz nach der Hauptrunde sowie mit einer weiteren Vizemeisterschaft, als man die Finalserie mit 1:4 Siegen gegen die Eisbären Berlin verlor. Müller absolvierte bisher insgesamt 1.131 DEL-Partien für die Haie und liegt damit vereinsintern und ligaweit auf Rang zwei hinter seinem langjährigen Mitspieler Mirko Lüdemann (1.197). Anfang Juli 2025 gaben die Haie bekannt, dass Müller eine weitere Spielzeit für den Verein absolvieren wird, obwohl er ursprünglich sein Karriereende nach der Saison 2024/25 angekündigt hatte. 

### International
Für eine deutsche Auswahlmannschaft spielte Müller bei der U18-Weltmeisterschaft 2004 sein erstes Turnier. 2005 und 2006 nahm er für sein Land an den Junioren-Weltmeisterschaften teil, bei den Titelkämpfen 2006 wurde er Topscorer des Turniers der 1. Division. Sein Debüt in der A-Nationalmannschaft feierte er beim Skoda-Cup 2007 in Basel, wo er sich allerdings im zweiten Spiel verletzte. Müller nahm mit der deutschen Nationalmannschaft am Deutschland Cup 2008, 2009, 2010, 2011, 2012, 2014, 2015, 2016, 2017, 2018, 2019, 2020 sowie den Weltmeisterschaften 2009, 2013, 2014, 2015, 2016, 2017, 2018, 2019, 2021, 2022, 2023 und 2024 teil.
Seine internationale Karriere krönte Müller mit der Teilnahme an den Olympischen Winterspielen 2018 in Pyeongchang, bei denen die DEB-Auswahl die Silbermedaille gewann. Gleiches gelang ihm fünf Jahre später bei der Weltmeisterschaft 2023. Mit den Olympischen Winterspielen 2022 in Peking nahm er an seinen zweiten Olympischen Spielen teil.

## Erfolge und Auszeichnungen

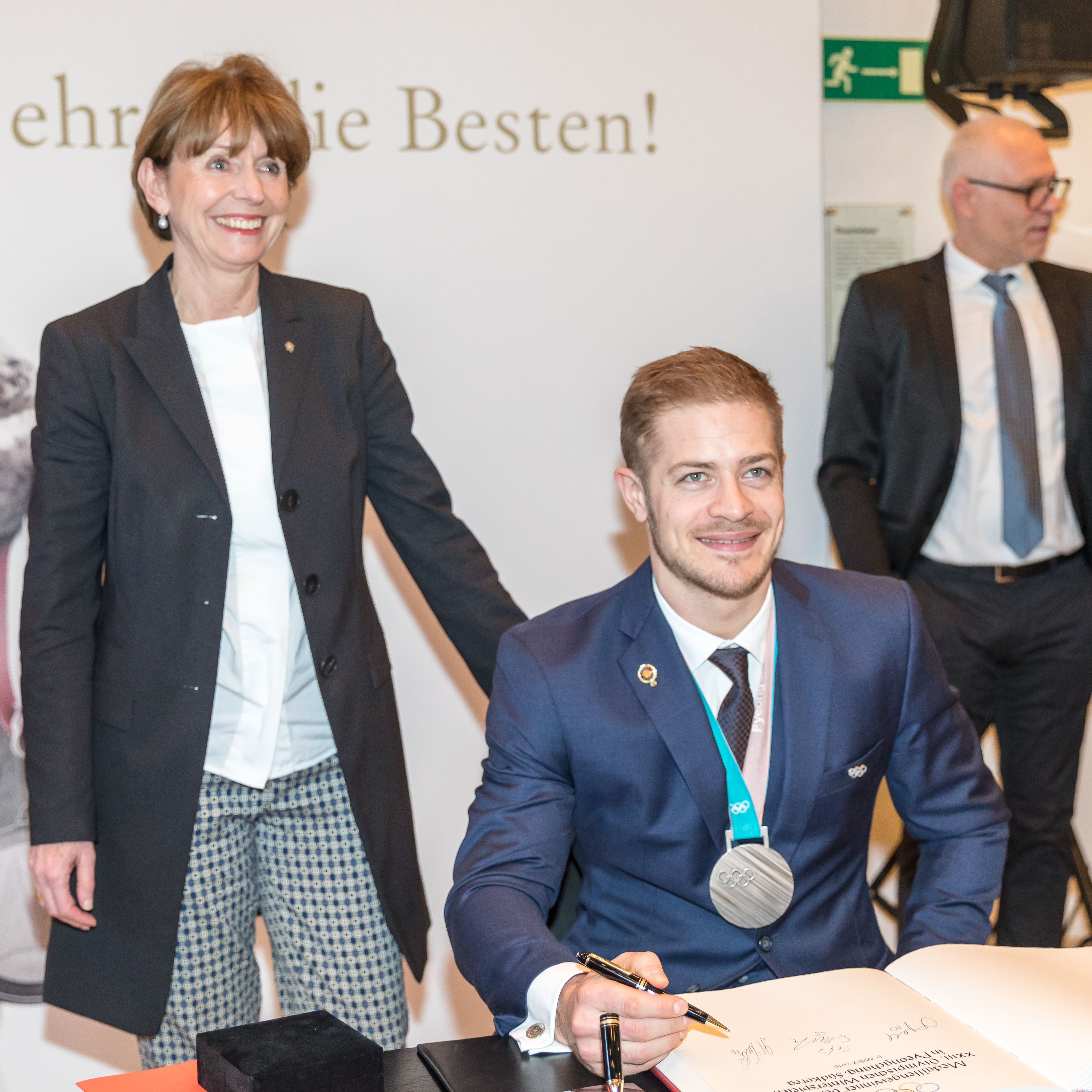
Müller beim Eintrag ins Goldene Buch der Stadt Köln während des Empfangs der Medaillengewinner der XXIII. Olympischen Winterspiele im Rathaus Köln

| - 2008 Deutscher Vizemeister mit den Kölner Haien - 2013 Deutscher Vizemeister mit den Kölner Haien - 2014 Deutscher Vizemeister mit den Kölner Haien - 2018 Große Sportplakette der Stadt Köln | - 2023 Sportler des Jahres in Nordrhein-Westfalen - 2023 Kölns Sportler des Jahres - 2025 Deutscher Vizemeister mit den Kölner Haien |

### International

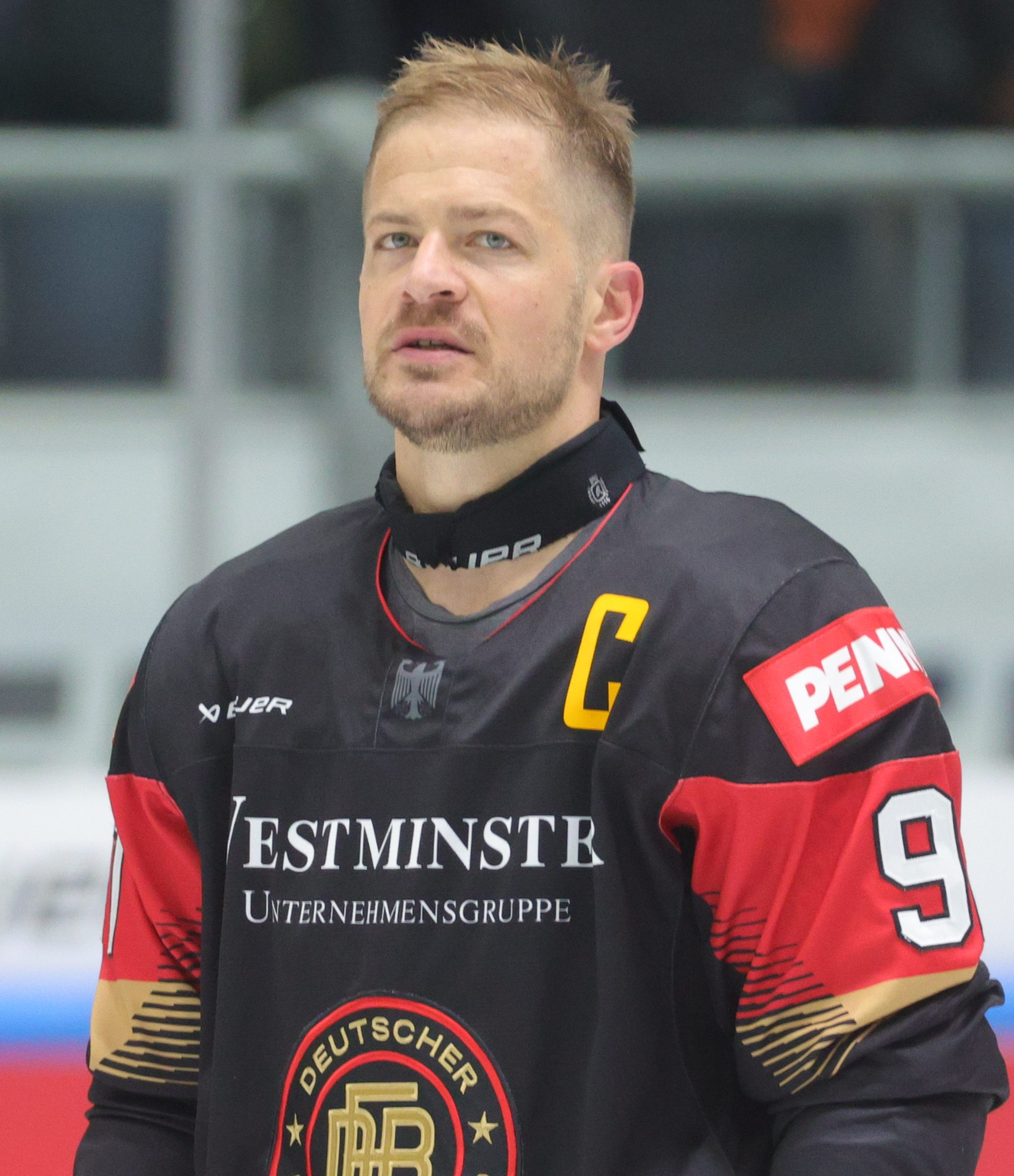
Müller als Kapitän der deutschen Nationalmannschaft (2024)

| - 2004 Aufstieg in die Top-Division bei der U18-Junioren-Weltmeisterschaft der Division I, Gruppe B - 2006 Aufstieg in die Top-Division bei der U20-Junioren-Weltmeisterschaft der Division I, Gruppe A - 2006 Topscorer der U20-Junioren-Weltmeisterschaft der Division I, Gruppe A | - 2018 Silbermedaille bei den Olympischen Winterspielen - 2023 Silbermedaille bei der Weltmeisterschaft |

## Karrierestatistik
Stand: Ende der Saison 2024/25

### International
Vertrat Deutschland bei:
| - U18-Junioren-Weltmeisterschaft der Division I 2004 - U20-Junioren-Weltmeisterschaft 2005 - U20-Junioren-Weltmeisterschaft der Division I 2006 - Qualifikationsturnier für die Olympischen Winterspiele 2010 - Weltmeisterschaft 2009 - Qualifikationsturnier für die Olympischen Winterspiele 2014 - Weltmeisterschaft 2013 - Weltmeisterschaft 2014 - Weltmeisterschaft 2015 - Weltmeisterschaft 2016 | - Qualifikationsturnier für die Olympischen Winterspiele 2018 - Weltmeisterschaft 2017 - Olympischen Winterspielen 2018 - Weltmeisterschaft 2018 - Weltmeisterschaft 2019 - Weltmeisterschaft 2021 - Olympischen Winterspielen 2022 - Weltmeisterschaft 2022 - Weltmeisterschaft 2023 - Weltmeisterschaft 2024 |

(Legende zur Spielerstatistik: Sp oder GP = absolvierte Spiele; T oder G = erzielte Tore; V oder A = erzielte Assists; Pkt oder Pts = erzielte Scorerpunkte; SM oder PIM = erhaltene Strafminuten; +/− = Plus/Minus-Bilanz; PP = erzielte Überzahltore; SH = erzielte Unterzahltore; GW = erzielte Siegtore; 1 Play-downs/Relegation; Kursiv: Statistik nicht vollständig)